# Фролов, Александр Фёдорович
Александр Фёдорович Фролов (1915 — 28 июня 1941) — советский танкист, участник Советско-финской и Великой Отечественной войн, Герой Советского Союза.

## Биография
Родился в 1915 году в Орловской губернии в селе Михайловка (территория которого сегодня входит в состав пгт Долгое) в крестьянской семье.
Получил среднее образование, работал трактористом и комбайнёром.
В РККА с 1938 года. Участник Советско-финской войны, во время которой совершил подвиг в ходе боёв на выборгском направлении. На протяжении двух дней Александр Фёдорович Фролов вместе с экипажем танка вёл бой с противником, нанося ему урон в живой силе и техники. Фролов продолжал бой, даже будучи раненым и единственным живым членом экипажа. За это получил орден Ленина и Звезду Героя. После этого наград вообще не получал.
В ходе первых дней Великой Отечественной войны в составе 8-го механизированного корпуса сдерживал наступление фашистских войск, командовал танковым батальоном.
Так описывал свои впечатления от знакомства с Героем Советского Союза Фроловым Александром Фёдоровичем едва окончивший Академию бронетанковых войск, впоследствии Герой Советского Союза старший лейтенант Григорий Пенежко:
… Вспоминаю первую встречу с Фроловым. Он произвёл на меня тогда неважное впечатление. Я искал в нём, Герое Советского Союза, каких-то особенных, бросающихся в глаза качеств, но не находил ничего хоть сколько-либо выдающегося ни в нём самом, ни, тем более, в том, что он говорил. «Колхозный тракторист!» — разочарованно думал я тогда, слушая, как он пробирал одного из своих командиров за плохо смазанную ходовую часть и не прочищенные воздушные фильтры. Особенно мне не понравилась его манера пересыпать свою речь поговорками, подчас весьма сомнительного качества, и задавать загадки, тоже довольно грубоватые.
 Теперь он стоит среди дымящегося поля боя такой же неказистый на вид, но я смотрю уже на него другими глазами. Ведь на виду у меня, идя в голове боевого порядка батальона со своими лёгкими танками, он опрокинул и разбил противника, в пять раз более сильного, чем он, по численности машин, к тому же превосходившего его мощностью огня и толщиной брони.
Александр Фролов погиб в бою в районе села Птыча Дубновского района Ровенской области, когда, управляя своим уже горящим подбитым танком, протаранил фашистский танк. Похоронен на месте боя.

## Память
- В честь Александра Фёдоровича Фролова названы улица в пгт Долгое Орловской области и школа в селе Птыча, возле которого погиб и был похоронен Герой.